# ヴィタルカード

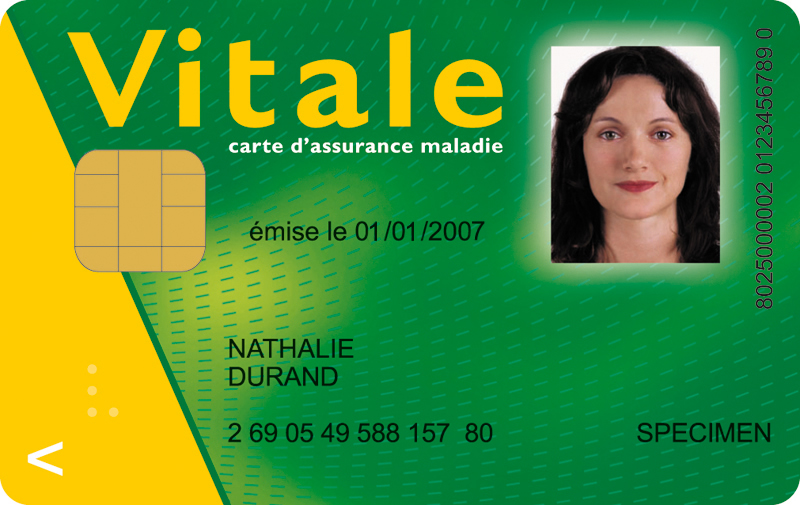
ヴィタルカード

ヴィタルカードあるいはカルトヴィタル（Carte Vitale）とは、フランスの公的医療受給のためのICカード式保険証である。国民識別番号（INSEEコードNIR）が記載され、身分証明書としても利用される。世界でも発行枚数が巨大なカードの一つである。
1997年頃にパイロットシステムが開始され、1998年から全国展開された。オンライン化により医療費の支払い時に保険金の申請手続きができ、専用端末を設置した医療施設では自己負担分のみの支払いで済むようになった。専用端末のない医療施設では全額を支払うが、払戻し期間が短縮された。開始当初はボイコット運動もあり医師の加入が遅れるという問題もあったが、制度の整備（費用援助など）と共に普及し始めた。
GIE SESAM-Vitale（1993年設立）にてシステムの開発が行われている。

## 経過
- 1998年5月 - 配布開始
- 1998年 - 保険証にICカードを採用。保険金の申請手続きのオンライン化がされる。
- 1999年6月 - 3750万枚発行
- 2001年6月 - 個人別カードの配布開始

## 内容
カードには次のデータが含まれている。
- 被保険者のID番号（INSEEコード） - 15桁のNIR番号
- カード保持者の氏名 - 保持者は被保険者と16歳以上の家族

など